# Lista de viagens presidenciais de Santiago Peña
Esta é a lista de viagens presidenciais internacionais realizadas por Santiago Peña, o 56º Presidente do Paraguai, que será empossado em 15 de agosto de 2023. Nesta lista constam viagens de carácter diplomático realizadas por Santiago Peña desde sua posse, em agosto de 2023, até a atualidade.

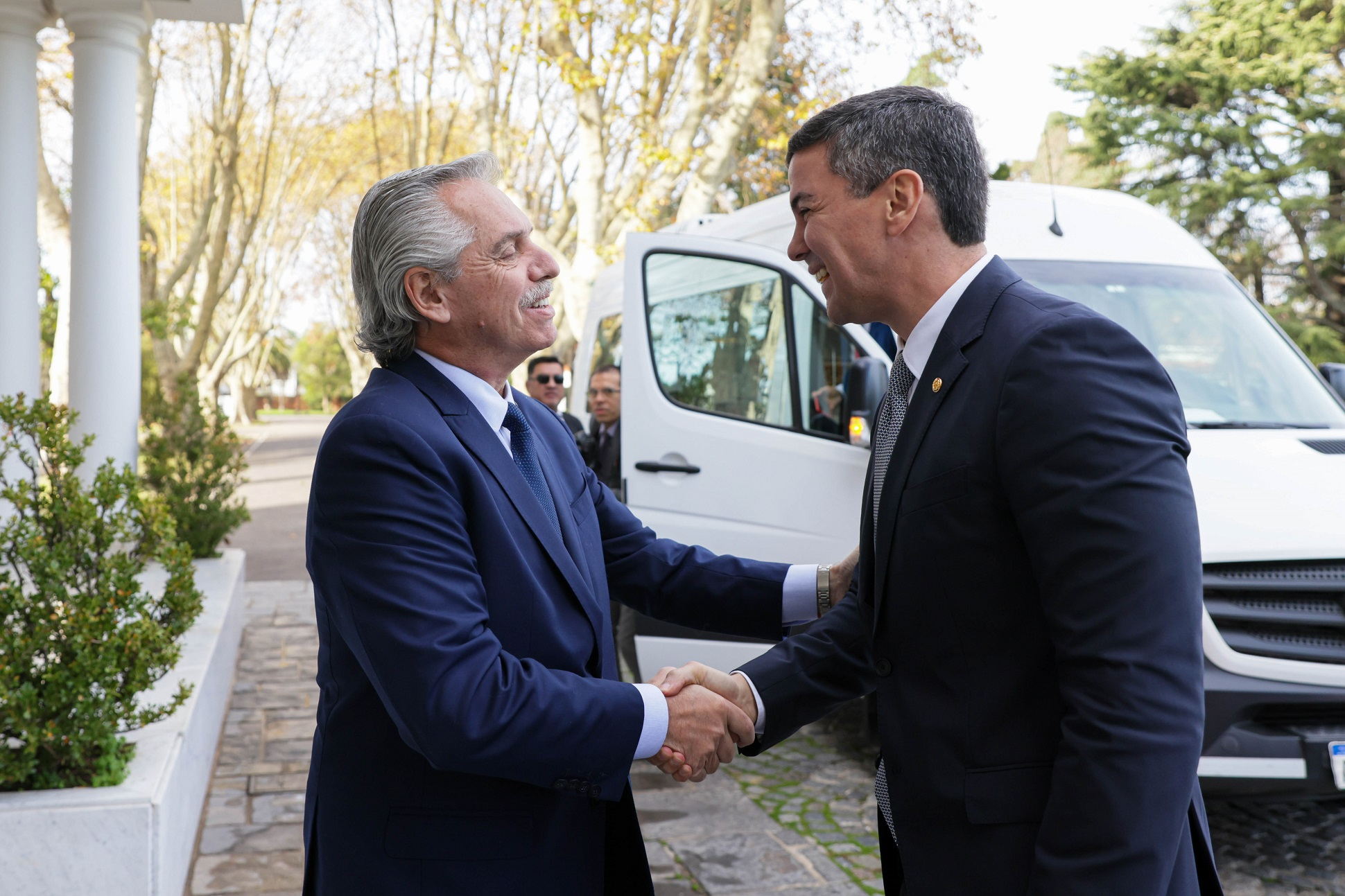
O presidente Fernández, da Argentina, recebendo Santiago Peña em Buenos Aires.

Peña fez pelo menos 5 viagens internacionais ainda na condição de presidente eleito, isto é, antes de sua posse.

## Viagens antes da posse
Abaixo, estão listadas as viagens internacionais feitas por Santiago Peña entre o dia da sua eleição em 30 de abril de 2023 até a sua posse como presidente em 15 de agosto do mesmo ano.
|   | País                   | Cidade/Região        | Período                  | Notas |
| - | ---------------------- | -------------------- | ------------------------ | --- |
| 1 | Brasil                 | Brasília             | 16 de maio de 2023       | Primeira viagem internacional como presidente eleito do Paraguai. Reuniu-se com o presidente Luiz Inácio Lula da Silva no Palácio do Planalto, onde trataram de diversos assuntos bilaterais, entre eles, a administração da Usina Hidrelétrica de Itaipu. |
| 2 | Argentina              | Buenos Aires         | 29 de maio de 2023       | Encontrou-se com o presidente Alberto Fernández. Trataram de diversos assuntos bilaterais para fortalecer a relação Paraguai–Argentina. |
| 2 | Uruguai                | Montevideo           | 29 de maio de 2023       | Reuniu-se com o presidente Luis Lacalle Pou para tratar da relação bilateral e regional. Visitou a sede do Mercosul. |
| 3 | Argentina              | Puerto Iguazú        | 4 de julho de 2023       | Acompanhou o presidente Mario Abdo Benítez na participação da 62.ª cúpula de chefes de Estado do Mercosul. Encontrou-se com o presidente Alberto Fernández. |
| 4 | Emirados Árabes Unidos | Abu Dhabi            | 9 e 10 de julho de 2023  | Encontrou-se com a Ministra de Estado para Educação Pública e Tecnologia Avançada, Sarah Amiri. |
| 4 | Taiwan                 | Taipei               | 11 a 15 de julho de 2023 | Encontrou-se com a presidente Tsai Ing-wen e com o ministro de Relações Exteriores da ilha, Joseph Wu, para fortalecer as relações entre Paraguai e Taiwan. |
| 5 | Brasil                 | São Paulo e Brasília | 26 a 28 de julho de 2023 | Reuniu-se com empresários brasileiros e integrantes da FIESP. Participou de um encontro com o governador de São Paulo, Tarcísio de Freitas, de quem recebeu a distinção da Ordem de Ipiranga. Reuniu-se com o prefeito de São Paulo, Ricardo Nunes, e com o presidente Luiz Inácio Lula da Silva para discutir o acordo de exportação da energia elétrica paraguaia, produzida por Itaipú, ao Brasil. |